# Revenge
Revenge je šesti studijski album britanskog sastava Eurythmics.

## Popis pjesama
Sve pjesme napisali su Annie Lennox i David A. Stewart osim gdje je drukčije navedeno.
1. "Missionary Man" - 4:40
2. "Thorn in My Side" - 4:15
3. "When Tomorrow Comes" (Lennox, Stewart, Patrick Seymour) - 4:28
4. "The Last Time" - 4:10
5. "The Miracle of Love" - 5:04
6. "Let's Go!" - 4:08
7. "Take Your Pain Away" - 4:30
8. "A Little of You" - 3:53
9. "In This Town" - 3:44
10. "I Remember You" - 5:00

Dodatne pjesme na izdanju iz 2005.
1. "When Tomorrow Comes" (Extended verzija) - 6:36
2. "Thorn in My Side" (Extended verzija) - 6:54
3. "Missionary Man" (Extended verzija) - 6:50
4. "When Tomorrow Comes" (akustična verzija uživo) - 3:19
5. "Revenge 2" - 5:40
6. "My Guy" (Smokey Robinson, Ronald White) - 1:56